# 2011年の日本シリーズ
2011年の日本シリーズ（2011ねんのにっぽんシリーズ、2011ねんのにほんシリーズ）は、2011年11月12日から11月20日まで開催された福岡ソフトバンクホークスと中日ドラゴンズによる第62回プロ野球日本選手権シリーズである。
今大会は、ゲームソフト大手のコナミ株式会社が大会特別協賛スポンサーとなり、大会名を「KONAMI日本シリーズ2011」として開催された。

## 概要
パ・リーグのクライマックスシリーズ優勝球団福岡ソフトバンクホークス（パ・リーグ優勝）とセ・リーグのクライマックスシリーズ優勝球団中日ドラゴンズ（セ・リーグ優勝）の対戦となり、福岡ソフトバンクホークスが4勝3敗で中日ドラゴンズを下し、2003年以来8年ぶり5回目（現球団名としては初）の日本一となった。
ドラゴンズとホークスの日本シリーズ対戦はホークスの親会社がダイエーだった1999年以来2度目。名古屋と福岡のチームの日本シリーズ対戦は中日と西鉄の対戦だった1954年を含めると3度目。名古屋と関西発祥のチームの日本シリーズ対戦は1999年以来2度目。
東日本大震災の影響でシーズン開幕自体が遅れたこともあり、日本シリーズ史上1950年の第1回に次ぎ2番目に遅い開幕および終了となった。
第7戦のみホームチームが勝利するも、第6戦までの6試合は全てビジターチームが勝利した「外弁慶シリーズ」であった。また第7戦までを戦いながら、両チームともにホームゲームでの本塁打がゼロに終わったシリーズでもある。
今シリーズ優勝監督となった秋山幸二は選手時代にシリーズMVPを2度獲得、シリーズMVPと優勝監督を両方経験したのは川上哲治、森祇晶、長嶋茂雄に続いて秋山で4人目となった。
福岡ソフトバンクホークスには、11月25日から台湾で開催されるアジアシリーズ2011の日本代表としての出場権が与えられた。
今シリーズの入場料収入は史上最高となる15億6701万3100円。選手・監督らへの分配金は、勝利球団の福岡ソフトバンクホークスがこれも史上最高の1億2462万5839円、中日ドラゴンズが8308万3892円。球団への分配金は、両球団とも3億5411万1829円であった。

## 対戦日程
東日本大震災の影響によりレギュラーシーズンの開幕が遅れたため、当初の予定より開催日時が変更された。
- 11月12日 - 第1戦 福岡Yahoo! JAPANドーム（13時00分試合開始）
- 11月13日 - 第2戦 福岡Yahoo! JAPANドーム（18時15分試合開始）
- 11月15日 - 第3戦 ナゴヤドーム（18時10分試合開始）
- 11月16日 - 第4戦 ナゴヤドーム（18時30分試合開始）
- 11月17日 - 第5戦 ナゴヤドーム（18時15分試合開始）
- 11月19日 - 第6戦 福岡Yahoo! JAPANドーム（18時15分試合開始）
- 11月20日 - 第7戦 福岡Yahoo! JAPANドーム（18時30分試合開始）

※どちらかのチームが先に4勝した時点で本シリーズは終了とする。
※福岡Yahoo! JAPANドームで開催される第1・2・6・7戦は、指名打者制。
※延長戦は15回まで。今年度レギュラーシーズンに採用された時間制限に関する特例措置（『3時間30分ルール』）は、今大会では採用されず。
※第1戦はデーゲーム開催となるが、これは1994年第6戦以来17年ぶりとなる。この場合でも、延長は15回打ち切りとした。

## クライマックスシリーズからのトーナメント表
|  | CS1st                  | CS1st  |                                                     |        | CSファイナル     | CSファイナル |                          |         | 日本選手権シリーズ | 日本選手権シリーズ |
|  |                        |        |                                                     |        |                  |              |                          |         |                    |                    |
|  |                        |        |                                                     |        |                  |              |                          |         |                    |                    |
|  |                        |        |                                                     |        |                  |              |                          |         |                    |                    |
|  |                        |        |                                                     |        |                  |              |                          |         |                    |                    |
|  |                        |        | （6戦4勝制＜含・アドバンテージ1＞) ナゴヤドーム     |        |                  |              |                          |         |                    |                    |
|  |                        |        |                                                     |        |                  |              |                          |         |                    |                    |
|  | 中日（セ優勝）         | ☆○●●○○ |                                                     |        |                  |              |                          |         |                    |                    |
|  | 中日（セ優勝）         | ☆○●●○○ | （3戦2勝制） 神宮球場                               |        |                  |              |                          |         |                    |                    |
|  |                        |        | ヤクルト                                            | ★●○○●● |                  |              |                          |         |                    |                    |
|  | ヤクルト（セ2位）      | ○●○    | ヤクルト                                            | ★●○○●● |                  |              |                          |         |                    |                    |
|  | ヤクルト（セ2位）      | ○●○    | （7戦4勝制） 福岡ヤフードーム ナゴヤドーム          |        |                  |              |                          |         |                    |                    |
|  | 巨人（セ3位）          | ●○●    |                                                     |        |                  |              |                          |         |                    |                    |
|  | 巨人（セ3位）          | ●○●    |                                                     |        | 中日（セCS優勝） | ○○●●●○●      |                          |         |                    |                    |
|  |                        |        |                                                     |        | 中日（セCS優勝） | ○○●●●○●      |                          |         |                    |                    |
|  |                        |        |                                                     |        |                  |              | ソフトバンク（パCS優勝） | ●●○○○●○ |                    |                    |
|  |                        |        |                                                     |        |                  |              | ソフトバンク（パCS優勝） | ●●○○○●○ |                    |                    |
|  |                        |        | （6戦4勝制＜含・アドバンテージ1＞) 福岡ヤフードーム |        |                  |              |                          |         |                    |                    |
|  |                        |        |                                                     |        |                  |              |                          |         |                    |                    |
|  | ソフトバンク（パ優勝） | ☆○○○   |                                                     |        |                  |              |                          |         |                    |                    |
|  | ソフトバンク（パ優勝） | ☆○○○   | （3戦2勝制） 札幌ドーム                             |        |                  |              |                          |         |                    |                    |
|  |                        |        | 西武                                                | ★●●●   |                  |              |                          |         |                    |                    |
|  | 日本ハム（パ2位）      | ●●     | 西武                                                | ★●●●   |                  |              |                          |         |                    |                    |
|  | 日本ハム（パ2位）      | ●●     |                                                     |        |                  |              |                          |         |                    |                    |
|  | 西武（パ3位）          | ○○     |                                                     |        |                  |              |                          |         |                    |                    |
|  | 西武（パ3位）          | ○○     |                                                     |        |                  |              |                          |         |                    |                    |

☆・★=クライマックスシリーズ・ファイナルのアドバンテージ1勝・1敗分

## 出場資格者
| 福岡ソフトバンクホークス | 福岡ソフトバンクホークス | 福岡ソフトバンクホークス     |
| ------------------------ | ------------------------ | ---------------------------- |
| 監督                     | 81                       | 秋山幸二                     |
| コーチ                   | 80                       | 大石大二郎（ヘッド）         |
| コーチ                   | 82                       | 高山郁夫（投手）             |
| コーチ                   | 73                       | 斉藤学（投手）               |
| コーチ                   | 83                       | 立花義家（打撃）             |
| コーチ                   | 71                       | 藤井康雄（打撃）             |
| コーチ                   | 88                       | 鳥越裕介（内野守備走塁）     |
| コーチ                   | 87                       | 井出竜也（外野守備走塁）     |
| コーチ                   | 85                       | 的山哲也（バッテリー）       |
| 投手                     | 00                       | 吉川輝昭                     |
| 投手                     | 14                       | 馬原孝浩                     |
| 投手                     | 17                       | 大場翔太                     |
| 投手                     | 18                       | 新垣渚                       |
| 投手                     | 19                       | 森福允彦                     |
| 投手                     | 21                       | 和田毅                       |
| 投手                     | 25                       | ブライアン・ファルケンボーグ |
| 投手                     | 28                       | 大隣憲司                     |
| 投手                     | 34                       | 山田大樹                     |
| 投手                     | 40                       | 藤岡好明                     |
| 投手                     | 41                       | 岩嵜翔                       |
| 投手                     | 47                       | 杉内俊哉                     |
| 投手                     | 50                       | 攝津正                       |
| 投手                     | 51                       | 金澤健人                     |
| 投手                     | 54                       | D.J.ホールトン               |
| 投手                     | 63                       | 藤田宗一                     |
| 投手                     | 91                       | 陽耀勲                       |
| 投手                     | 93                       | ヤンシー・ブラゾバン         |
| 捕手                     | 12                       | 髙谷裕亮                     |
| 捕手                     | 27                       | 細川亨                       |
| 捕手                     | 35                       | 堂上隼人                     |
| 捕手                     | 62                       | 山崎勝己                     |
| 内野手                   | 0                        | 仲澤忠厚                     |
| 内野手                   | 2                        | 今宮健太                     |
| 内野手                   | 5                        | 松田宣浩                     |
| 内野手                   | 9                        | 小久保裕紀                   |
| 内野手                   | 36                       | 明石健志                     |
| 内野手                   | 42                       | アレックス・カブレラ         |
| 内野手                   | 45                       | 李杜軒                       |
| 内野手                   | 46                       | 本多雄一                     |
| 内野手                   | 52                       | 川﨑宗則                     |
| 外野手                   | 3                        | 松中信彦                     |
| 外野手                   | 6                        | 多村仁志                     |
| 外野手                   | 23                       | 城所龍磨                     |
| 外野手                   | 24                       | 内川聖一                     |
| 外野手                   | 30                       | 長谷川勇也                   |
| 外野手                   | 31                       | 中西健太                     |
| 外野手                   | 37                       | 福田秀平                     |
| 外野手                   | 49                       | ホセ・オーティズ             |
| 外野手                   | 60                       | 中村晃                       |

| 中日ドラゴンズ | 中日ドラゴンズ | 中日ドラゴンズ           |
| -------------- | -------------- | ------------------------ |
| 監督           | 66             | 落合博満                 |
| コーチ         | 80             | 森繁和（ヘッド）         |
| コーチ         | 85             | 辻発彦（総合）           |
| コーチ         | 76             | 近藤真市（投手）         |
| コーチ         | 72             | 田村藤夫（バッテリー）   |
| コーチ         | 88             | 高柳秀樹（野手）         |
| コーチ         | 75             | 石嶺和彦（打撃）         |
| コーチ         | 73             | 苫篠誠治（外野守備走塁） |
| コーチ         | 84             | 早川和夫（野手）         |
| 投手           | 13             | 岩瀬仁紀                 |
| 投手           | 16             | 小川龍也                 |
| 投手           | 17             | 川井雄太                 |
| 投手           | 19             | 吉見一起                 |
| 投手           | 21             | チェン                   |
| 投手           | 23             | 鈴木義広                 |
| 投手           | 26             | 山内壮馬                 |
| 投手           | 29             | 山井大介                 |
| 投手           | 33             | 平井正史                 |
| 投手           | 39             | 三瀬幸司                 |
| 投手           | 41             | 浅尾拓也                 |
| 投手           | 49             | マキシモ・ネルソン       |
| 投手           | 60             | 河原純一                 |
| 投手           | 61             | 久本祐一                 |
| 投手           | 64             | 小熊凌祐                 |
| 投手           | 67             | 髙橋聡文                 |
| 投手           | 69             | 小林正人                 |
| 投手           | 70             | エンジェルベルト・ソト   |
| 捕手           | 27             | 谷繁元信                 |
| 捕手           | 47             | 松井雅人                 |
| 捕手           | 52             | 小田幸平                 |
| 捕手           | 65             | 小山桂司                 |
| 内野手         | 1              | 堂上直倫                 |
| 内野手         | 2              | 荒木雅博                 |
| 内野手         | 6              | 井端弘和                 |
| 内野手         | 7              | 佐伯貴弘                 |
| 内野手         | 30             | 森野将彦                 |
| 内野手         | 36             | 谷哲也                   |
| 内野手         | 42             | トニ・ブランコ           |
| 内野手         | 46             | 岩﨑達郎                 |
| 内野手         | 50             | 中田亮二                 |
| 内野手         | 55             | 福田永将                 |
| 外野手         | 4              | 藤井淳志                 |
| 外野手         | 5              | 和田一浩                 |
| 外野手         | 8              | 大島洋平                 |
| 外野手         | 9              | 野本圭                   |
| 外野手         | 24             | 英智                     |
| 外野手         | 40             | 平田良介                 |
| 外野手         | 44             | 小池正晃                 |
| 外野手         | 63             | 堂上剛裕                 |

## 試合結果
| 日付                                           | 試合   | ビジター球団（先攻）     | スコア | ホーム球団（後攻）       | 開催球場     |
| ---------------------------------------------- | ------ | ------------------------ | ------ | ------------------------ | ------------ |
| 11月12日（土）                                 | 第1戦  | 中日ドラゴンズ           | 2 - 1  | 福岡ソフトバンクホークス | ヤフードーム |
| 11月13日（日）                                 | 第2戦  | 中日ドラゴンズ           | 2 - 1  | 福岡ソフトバンクホークス | ヤフードーム |
| 11月14日（月）                                 | 移動日 | 移動日                   | 移動日 | 移動日                   | 移動日       |
| 11月15日（火）                                 | 第3戦  | 福岡ソフトバンクホークス | 4 - 2  | 中日ドラゴンズ           | ナゴヤドーム |
| 11月16日（水）                                 | 第4戦  | 福岡ソフトバンクホークス | 2 - 1  | 中日ドラゴンズ           | ナゴヤドーム |
| 11月17日（木）                                 | 第5戦  | 福岡ソフトバンクホークス | 5 - 0  | 中日ドラゴンズ           | ナゴヤドーム |
| 11月18日（金）                                 | 移動日 | 移動日                   | 移動日 | 移動日                   | 移動日       |
| 11月19日（土）                                 | 第6戦  | 中日ドラゴンズ           | 2 - 1  | 福岡ソフトバンクホークス | ヤフードーム |
| 11月20日（日）                                 | 第7戦  | 中日ドラゴンズ           | 0 - 3  | 福岡ソフトバンクホークス | ヤフードーム |
| 優勝：福岡ソフトバンクホークス（8年ぶり5回目） |        |                          |        |                          |              |

### 第1戦
●ソフトバンク 1－2 中日○（福岡Yahoo! JAPANドーム）
|              | 1 | 2 | 3 | 4 | 5 | 6 | 7 | 8 | 9 | 10 | R | H | E |
| ------------ | - | - | - | - | - | - | - | - | - | -- | - | - | - |
| 中日         | 0 | 0 | 0 | 0 | 0 | 0 | 1 | 0 | 0 | 1  | 2 | 4 | 1 |
| ソフトバンク | 0 | 0 | 0 | 1 | 0 | 0 | 0 | 0 | 0 | 0  | 1 | 4 | 1 |

1. （ソフトバンク0勝1敗）
2. 中：チェン（8回）- ○浅尾（1回2/3）- S岩瀬（0回1/3）
3. ソ：和田（8回）- Hファルケンボーグ（1回）- ●馬原（1回）
4. 勝利：浅尾（1勝）
5. セーブ：岩瀬（1S）
6. 敗戦：馬原（1敗）
7. 本塁打
中：和田1号（7回1点・和田）、小池1号（10回1点・馬原）
8. 審判
［球審］東
［塁審］川口（1B）・笠原（2B）・本田（3B）
［外審］丹波（LL）・真鍋（RL）
9. 開始：13時00分　有料入場者：34,457人　時間：3時間31分

- オーダー

| 中日 | 中日 | 中日     |
| 打順 | 守備 | 選手     |
| ---- | ---- | -------- |
| 1    | [遊] | 荒木     |
| 2    | [二] | 井端     |
| 3    | [三] | 森野     |
| 4    | [一] | ブランコ |
| 5    | [指] | 和田     |
| 6    | [捕] | 谷繁     |
| 7    | [右] | 平田     |
| 8    | [左] | 小池     |
| 9    | [中] | 大島     |

| ソフトバンク | ソフトバンク | ソフトバンク |
| 打順         | 守備         | 選手         |
| ------------ | ------------ | ------------ |
| 1            | [遊]         | 川崎         |
| 2            | [二]         | 本多         |
| 3            | [指]         | 内川         |
| 4            | [三]         | 松田         |
| 5            | [一]         | 小久保       |
|              | 走一         | 明石         |
| 6            | [中]         | 長谷川       |
| 7            | [右]         | 多村         |
| 8            | [左]         | 福田         |
|              | 打           | 松中         |
| 9            | [捕]         | 細川         |
|              | 打           | オーティズ   |
|              | 捕           | 山崎         |
|              | 打           | カブレラ     |

ソフトバンクが4回裏、機動力を絡めた攻撃で一死一・二塁から長谷川の適時打で先制する。中日は6回まで無安打であったが、7回表一死からチーム初安打となる和田のソロ本塁打で追いつき、9回を終え、1‐1の同点でシリーズ初戦から延長戦突入となった。10回表、ソフトバンクは守護神・馬原を投入するも二死から小池のソロ本塁打で中日が勝ち越しに成功。その裏を9回から登板した浅尾、さらに二死から登板の岩瀬が締め、接戦を制した。
中日はチェンが先に点を失ったものの、8回を被安打4・奪三振11の好投。ソフトバンク先発の和田も8回を被安打2・失点1の好投を見せたが、3番手で登板した守護神・馬原が決勝点となる被弾を喫したことが誤算だった。前年度第6戦から引き続き、3試合連続での延長戦となった。ソフトバンクの1試合15三振は延長試合におけるシリーズ1試合における最多三振となる。

### 第2戦
●ソフトバンク 1－2 中日○（福岡Yahoo! JAPANドーム）
|              | 1 | 2 | 3 | 4 | 5 | 6 | 7 | 8 | 9 | 10 | R | H | E |
| ------------ | - | - | - | - | - | - | - | - | - | -- | - | - | - |
| 中日         | 0 | 0 | 0 | 0 | 0 | 0 | 1 | 0 | 0 | 1  | 2 | 7 | 0 |
| ソフトバンク | 0 | 0 | 0 | 0 | 0 | 0 | 1 | 0 | 0 | 0  | 1 | 8 | 0 |

1. （ソフトバンク0勝2敗）
2. 中：吉見（6回1/3）- 浅尾（1回2/3）- ○平井（1回）- S岩瀬（1回）
3. ソ：杉内（7回2/3）- Hファルケンボーグ（1回1/3）- ●馬原（0回2/3）- 金澤（0回1/3）
4. 勝利：平井（1勝）
5. セーブ：岩瀬（2S）
6. 敗戦：馬原（2敗）
7. 審判
［球審］本田
［塁審］笠原（1B）・丹波（2B）・真鍋（3B）
［外審］橘高（LL）・佐々木（RL）
8. 開始：18時16分　有料入場者：34,758人　時間：3時間44分

- オーダー

| 中日 | 中日 | 中日     |
| 打順 | 守備 | 選手     |
| ---- | ---- | -------- |
| 1    | [遊] | 荒木     |
| 2    | [二] | 井端     |
| 3    | [三] | 森野     |
| 4    | [一] | ブランコ |
| 5    | [指] | 和田     |
| 6    | [左] | 小池     |
| 7    | [右] | 平田     |
| 8    | [捕] | 谷繁     |
| 9    | [中] | 大島     |
|      | 打中 | 藤井     |

| ソフトバンク | ソフトバンク | ソフトバンク |
| 打順         | 守備         | 選手         |
| ------------ | ------------ | ------------ |
| 1            | [遊]         | 川崎         |
| 2            | [二]         | 本多         |
| 3            | [左]         | 内川         |
| 4            | [三]         | 松田         |
| 5            | [指]         | 小久保       |
| 6            | [中]         | 長谷川       |
| 7            | [右]         | 多村         |
| 8            | [一]         | 福田         |
| 9            | [捕]         | 山崎         |
|              | 打           | 松中         |
|              | 走           | 今宮         |
|              | 捕           | 細川         |

7回表、中日が二死一・二塁から、平田が先発杉内から今シリーズ自身初安打となる適時二塁打で均衡を破った。ソフトバンクはその裏一死満塁から川崎の適時打で追い付きなおも満塁の好機であったが、本多・内川が凡退し勝ち越しはできず。試合はそのまま1-1で9回を終了、2試合連続の延長戦に突入した。
ソフトバンクは10回表、前日に引き続き守護神・馬原を投入するも、中日は二死からアライバコンビに打順が回り荒木の安打と井端の四球で一・二塁とすると、森野の適時打で勝ち越しに成功。その裏を岩瀬が締め、敵地での連勝を決めた。
中日の先発吉見は6回1/3を投げて7安打を許しながらも、1失点にまとめると、その後は盤石の救援投手陣が踏ん張りを見せた。ソフトバンクは中日を上回る8安打をマークしたが決定打は出ず、守護神・馬原が2試合連続で二死無走者から決勝点を許す救援失敗が響いた。
日本シリーズでの2試合連続延長戦は2010年第6・7戦以来2年連続で史上5度目。第1・2戦が延長戦となるのは史上初。また2年越しでシリーズ4試合連続の延長戦である。またソフトバンクの馬原が記録した同一年度におけるシリーズ2試合連続敗戦投手は、1995年第2・3戦の平井（当時・オリックス）以来16年ぶり史上8人目。奇しくも、この試合の勝利投手は9回裏に登板した平井であった。

### 第3戦
●中日 2－4 ソフトバンク○（ナゴヤドーム）
|              | 1 | 2 | 3 | 4 | 5 | 6 | 7 | 8 | 9 | R | H  | E |
| ------------ | - | - | - | - | - | - | - | - | - | - | -- | - |
| ソフトバンク | 1 | 0 | 0 | 2 | 0 | 0 | 0 | 1 | 0 | 4 | 12 | 1 |
| 中日         | 0 | 0 | 0 | 0 | 0 | 1 | 0 | 1 | 0 | 2 | 4  | 1 |

1. （中日2勝1敗）
2. ソ：○攝津（7回）- 金澤（0回2/3）- H森福（0回1/3）- Sファルケンボーグ（1回）
3. 中：●ネルソン（5回2/3）- 小林正（0回1/3）- 河原（1回）- 鈴木（2回）
4. 勝利：攝津（1勝）
5. セーブ：ファルケンボーグ（1S）
6. 敗戦：ネルソン（1敗）
7. 本塁打
ソ：多村1号（4回2点・ネルソン）、細川1号（8回1点・鈴木）
8. 審判
［球審］真鍋
［塁審］丹波（1B）・橘高（2B）・佐々木（3B）
［外審］東（LL）・川口（RL）
9. 開始：18時11分　有料入場者：38,041人　時間：3時間22分

- オーダー

| ソフトバンク | ソフトバンク | ソフトバンク     |
| 打順         | 守備         | 選手             |
| ------------ | ------------ | ---------------- |
| 1            | [遊]         | 川崎             |
| 2            | [二]         | 本多             |
| 3            | [左]         | 内川             |
|              | 投           | ファルケンボーグ |
| 4            | [一]         | 小久保           |
|              | 走一         | 明石             |
| 5            | [三]         | 松田             |
| 6            | [中]左       | 長谷川           |
| 7            | [右]         | 多村             |
| 8            | [捕]         | 細川             |
| 9            | [投]         | 攝津             |
|              | 打           | カブレラ         |
|              | 投           | 金澤             |
|              | 投           | 森福             |
|              | 中           | 城所             |

| 中日 | 中日 | 中日     |
| 打順 | 守備 | 選手     |
| ---- | ---- | -------- |
| 1    | [遊] | 荒木     |
| 2    | [二] | 井端     |
| 3    | [三] | 森野     |
| 4    | [一] | ブランコ |
| 5    | [左] | 和田     |
| 6    | [捕] | 谷繁     |
|      | 打   | 小池     |
| 7    | [右] | 平田     |
| 8    | [中] | 大島     |
|      | 投   | 鈴木     |
| 9    | [投] | ネルソン |
|      | 投   | 小林正   |
|      | 打   | 野本     |
|      | 投   | 河原     |
|      | 中   | 藤井     |

舞台をナゴヤドームに移しての第3戦はソフトバンクが12安打で快勝。ソフトバンクは初回、四球と森野の失策で二死一・二塁の好機を作ると松田の適時打で先制。4回表には多村の2点本塁打でリードを広げて試合の主導権を握り、8回表には細川のソロ本塁打でダメを押した。中日は6回裏一死二・三塁から井端の内野ゴロの間に1点、8回裏無死三塁から荒木の犠飛で1点の計2点を返すのみにとどまった。
シリーズ初登板・初先発のソフトバンクの攝津は7回を投げて被安打4・失点1の好投。中日はクライマックスシリーズで登板機会がなく、レギュラーシーズンから約1ヵ月ぶりの登板となった先発・ネルソンが誤算。制球に苦しみ立ち上がり早々から失点し、7三振を奪うもののイニングが進んでも立ち直りの気配が見えなかった。ソフトバンクの多村・細川の本塁打は、いずれも自身のシリーズ初本塁打、攝津は自身シリーズ初勝利、森福は自身シリーズ初登板初ホールド、ファルケンボーグは3戦連投となり、自身シリーズ初セーブを獲得。

### 第4戦
●中日 1－2 ソフトバンク○（ナゴヤドーム）
|              | 1 | 2 | 3 | 4 | 5 | 6 | 7 | 8 | 9 | R | H | E |
| ------------ | - | - | - | - | - | - | - | - | - | - | - | - |
| ソフトバンク | 2 | 0 | 0 | 0 | 0 | 0 | 0 | 0 | 0 | 2 | 8 | 0 |
| 中日         | 0 | 0 | 0 | 0 | 1 | 0 | 0 | 0 | 0 | 1 | 5 | 1 |

1. （中日2勝2敗）
2. ソ：○ホールトン（5回0/3）- H森福（2回）- Sファルケンボーグ（2回）
3. 中：●川井（5回）- 山井（2回）- 三瀬（0回2/3）- 浅尾（1回1/3）
4. 勝利：ホールトン（1勝）
5. セーブ：ファルケンボーグ（2S）
6. 敗戦：川井（1敗）
7. 審判
［球審］佐々木
［塁審］橘高（1B）・東（2B）・川口（3B）
［外審］本田（LL）・笠原（RL）
8. 開始：18時35分　有料入場者：38,041人　時間：3時間40分

- オーダー

| ソフトバンク | ソフトバンク | ソフトバンク     |
| 打順         | 守備         | 選手             |
| ------------ | ------------ | ---------------- |
| 1            | [遊]         | 川崎             |
| 2            | [二]         | 本多             |
| 3            | [左]         | 内川             |
|              | 走中         | 城所             |
| 4            | [一]         | 小久保           |
| 5            | [三]         | 松田             |
| 6            | [中]左       | 長谷川           |
| 7            | [右]         | 多村             |
| 8            | [捕]         | 細川             |
| 9            | [投]         | ホールトン       |
|              | 投           | 森福             |
|              | 打           | カブレラ         |
|              | 投           | ファルケンボーグ |

| 中日 | 中日 | 中日     |
| 打順 | 守備 | 選手     |
| ---- | ---- | -------- |
| 1    | [遊] | 荒木     |
| 2    | [二] | 井端     |
| 3    | [三] | 森野     |
| 4    | [一] | ブランコ |
| 5    | [左] | 和田     |
| 6    | [右] | 野本     |
|      | 打右 | 小池     |
| 7    | [中] | 平田     |
| 8    | [捕] | 谷繁     |
| 9    | [投] | 川井     |
|      | 打   | 佐伯     |
|      | 走   | 小山     |
|      | 投   | 山井     |
|      | 打   | 藤井     |
|      | 投   | 三瀬     |
|      | 投   | 浅尾     |

ソフトバンクの先発ホールトンは制球に苦しんだものの5回0/3回で勝利投手、6回裏無死満塁の場面で登板した2番手の森福とレギュラーシーズンにはなかった4連投かつ2イニング登板となる3番手のファルケンボーグが共に完璧な内容の投球を見せた。森福が無死満塁を無失点で切り抜けた快挙は、1979年の「江夏の21球」を髣髴とさせるようなピッチングであったことから翌日、「森福の11球」という言葉がマスコミ記事を飾った。中日は先発の川井が小久保のタイムリーで先制されると、続く松田の打球はセカンドゴロのゲッツーコース。4-6-3のダブルプレーでスリーアウトチェンジと思われたが4-6は完成したものの、ショート・荒木がバックハンドで取ろうとしたファースト・ブランコの構えたミットから僅か右にそれる悪送球を犯してしまい2失点目を喫する。5回に平田のショート内野安打で出塁し、谷繁が犠打。佐伯がフォアボールを選ぶと荒木のタイムリーで1点を返す。なおも1塁2塁。一打同点のチャンスで井端が痛恨の見逃し三振、そして三盗を試みた小山も盗塁失敗で三振ゲッツーでチャンスを潰す。続く6回、森野、ブランコ、和田がヒットとフォアボールで出塁し、先発のホールトンを降板させるが、2番手の森福の前に小池は三振、平田はレフトへの浅いフライ、ポストシーズン絶不調の谷繁が悉く凡退し、ノーアウト満塁で無得点。その後3イニング連続で三者凡退し、2勝2敗の五分になった。

### 第5戦
●中日 0－5 ソフトバンク○（ナゴヤドーム）
|              | 1 | 2 | 3 | 4 | 5 | 6 | 7 | 8 | 9 | R | H  | E |
| ------------ | - | - | - | - | - | - | - | - | - | - | -- | - |
| ソフトバンク | 1 | 0 | 0 | 0 | 0 | 0 | 1 | 3 | 0 | 5 | 10 | 0 |
| 中日         | 0 | 0 | 0 | 0 | 0 | 0 | 0 | 0 | 0 | 0 | 5  | 0 |

1. （中日2勝3敗）
2. ソ：○山田（6回）- H攝津（1回）- 森福（1回）- 馬原（1回）
3. 中：●チェン（7回0/3）- 河原（0回2/3）- 小林正（0回1/3）- 久本（1回）
4. 勝利：山田（1勝）
5. 敗戦：チェン（1敗）
6. 審判
［球審］川口
［塁審］東（1B）・本田（2B）・笠原（3B）
［外審］真鍋（LL）・丹波（RL）
7. 開始：18時15分　有料入場者：38,051人　時間：3時間49分

- オーダー

| ソフトバンク | ソフトバンク | ソフトバンク |
| 打順         | 守備         | 選手         |
| ------------ | ------------ | ------------ |
| 1            | [遊]         | 川崎         |
| 2            | [二]         | 本多         |
| 3            | [左]         | 内川         |
|              | 走中         | 城所         |
| 4            | [一]         | 小久保       |
| 5            | [三]         | 松田         |
| 6            | [右]         | 多村         |
| 7            | [中]左       | 長谷川       |
| 8            | [捕]         | 細川         |
| 9            | [投]         | 山田         |
|              | 打           | カブレラ     |
|              | 投           | 攝津         |
|              | 打           | 松中         |
|              | 投           | 森福         |
|              | 投           | 馬原         |

| 中日 | 中日   | 中日     |
| 打順 | 守備   | 選手     |
| ---- | ------ | -------- |
| 1    | [遊]   | 荒木     |
| 2    | [二]   | 井端     |
| 3    | [三]   | 森野     |
| 4    | [一]   | ブランコ |
| 5    | [左]   | 和田     |
| 6    | [右]   | 小池     |
|      | 中     | 藤井     |
|      | 打     | 堂上剛   |
| 7    | [中]右 | 平田     |
| 8    | [捕]   | 谷繁     |
|      | 打     | 福田     |
|      | 投     | 久本     |
| 9    | [投]   | チェン   |
|      | 投     | 河原     |
|      | 投     | 小林正   |
|      | 打     | 堂上直   |
|      | 捕     | 小山     |

ソフトバンクが2試合ぶりの2桁安打、守っては完封リレーで、本拠地連敗から敵地3連勝で日本一に王手をかけた。ソフトバンクは初回一死一・三塁から小久保の適時打で先制し、終盤の7回表には先発チェンを打ち崩し、一死一・二塁から細川の適時打、8回表には無死満塁の好機を作ってチェンを引きずり下ろすと、代わった河原から松田の押し出し死球と多村の2点適時打でダメ押しした。
ソフトバンクの先発山田は6回を被安打3・無失点の好投。4連投のファルケンボーグがベンチから外れた救援陣も第3戦先発から中1日の攝津、第3戦から3連投の森福、第1・2戦で救援を失敗した馬原が無失点でまとめた。中日は本拠地ナゴヤドームでの第3戦から第5戦まで3連敗（ナゴヤドームでのホークス戦では1999年以来6連敗）で前年のシリーズ第7戦から4連敗となった。この試合もいいところなく散発の5安打に抑え込まれ、完封負けを喫した。これで中日は、後のない状況で再び敵地・福岡に向かうことになった。
ソフトバンクの山田はシリーズ初登板初勝利で、パ・リーグ初の育成選手出身による日本シリーズ勝利投手となった。
元号・平成での日本シリーズとして、この試合がナゴヤドームで開催された最後の試合となっている。また、日本シリーズにおいて中日は本拠地で対ホークス（ダイエー・ソフトバンク）戦6戦全敗となっている。

### 第6戦
●ソフトバンク 1－2 中日○（福岡Yahoo! JAPANドーム）
|              | 1 | 2 | 3 | 4 | 5 | 6 | 7 | 8 | 9 | R | H | E |
| ------------ | - | - | - | - | - | - | - | - | - | - | - | - |
| 中日         | 2 | 0 | 0 | 0 | 0 | 0 | 0 | 0 | 0 | 2 | 5 | 0 |
| ソフトバンク | 0 | 0 | 0 | 1 | 0 | 0 | 0 | 0 | 0 | 1 | 5 | 0 |

1. （ソフトバンク3勝3敗）
2. 中：○吉見（7回2/3）- H岩瀬（1回）- S浅尾（0回1/3）
3. ソ：●和田（5回）- 金澤（2回）- 森福（1回）- 馬原（1回）
4. 勝利：吉見（1勝）
5. セーブ：浅尾（1勝1S）
6. 敗戦：和田（1敗）
7. 審判
［球審］笠原
［塁審］本田（1B）・真鍋（2B）・丹波（3B）
［外審］佐々木（LL）・橘高（RL）
8. 開始：18時17分　有料入場者：34,927人　時間：3時間07分

- オーダー

| 中日 | 中日   | 中日     |
| 打順 | 守備   | 選手     |
| ---- | ------ | -------- |
| 1    | [遊]   | 荒木     |
| 2    | [二]   | 井端     |
| 3    | [三]一 | 森野     |
| 4    | [一]   | ブランコ |
|      | 左     | 英智     |
| 5    | [指]   | 和田     |
| 6    | [左]右 | 平田     |
| 7    | [右]   | 藤井     |
|      | 打     | 野本     |
|      | 三     | 堂上直   |
| 8    | [捕]   | 谷繁     |
| 9    | [中]   | 大島     |

| ソフトバンク | ソフトバンク | ソフトバンク |
| 打順         | 守備         | 選手         |
| ------------ | ------------ | ------------ |
| 1            | [遊]         | 川崎         |
| 2            | [二]         | 本多         |
| 3            | [左]         | 内川         |
| 4            | [一]         | 小久保       |
| 5            | [指]         | 松中         |
| 6            | [三]         | 松田         |
| 7            | [右]         | 多村         |
| 8            | [中]         | 長谷川       |
| 9            | [捕]         | 細川         |
|              | 打           | カブレラ     |
|              | 走           | 福田         |
|              | 捕           | 山崎         |

中日が初回、ソフトバンクの先発・和田の立ち上がりを攻めて二死一・二塁の好機を作ると、和田の2点適時三塁打で先制。この2点を最後まで守りきり、接戦を制した。中日先発の吉見は7回2/3を投げて被安打5・失点1。持ち前の制球力を存分に生かし、失点した4回を除けば完璧に近い内容の投球を見せ、ソフトバンク打線に付け入る隙を与えなかった。ソフトバンクは4回表無死三塁から内川の適時打で1点を返したが、8回裏無死一塁で長谷川がバント失敗の小飛球で併殺に倒れ、同点の機会を逸した。中日は、この勝利で対戦成績を3勝3敗のタイに戻したと同時に球団史上初の逆王手をかけ、優勝の行方は最終第7戦にもつれ込むこととなった。
先発の和田は初回こそ不安定な投球内容で失点したが、回を追う毎に立ち直りを見せ、2番手以降の金澤・森福・馬原も追加点を与えなかった。しかしながら打線は、打撃好調で勝利試合では攻撃の起点となっていた1番・川崎が4打数無安打に抑え込まれ、機動力野球を阻まれ、6試合目で初めて先発メンバーに名を連ねた松中も3打数無安打に終わり、スタメン起用に応えることができなかった。中日・吉見は日本シリーズ通算4試合目で自身初勝利、浅尾は日本シリーズ初セーブ。
同一年度におけるビジターチームの6連勝はシリーズ新記録。また、中日は6試合連続2得点以下で1953年第3-7戦の南海ホークス（当時）による5試合連続を抜いてシリーズ新記録となった。また中日の2得点以下で3勝は1992年の西武ライオンズ（当時）に次いで19年ぶり史上2度目、1点差で3勝以上は2003年の阪神タイガース以来8年ぶり史上7度目だが、全て敵地での勝利によるものはシリーズ史上初となる。
2022年の日本シリーズ終了時点で、この試合は中日にとって日本シリーズでの最後の勝利試合である。これ以降2024年10月29日DeNAに敗れるまで、ソフトバンクにとっては日本シリーズにおける本拠地での最後の敗戦試合（=日本シリーズのソフトバンク主催試合におけるセ・リーグ球団最後の勝利試合）だった。

### 第7戦
○ソフトバンク 3－0 中日●（福岡Yahoo! JAPANドーム）
|              | 1 | 2 | 3 | 4 | 5 | 6 | 7 | 8 | 9 | R | H | E |
| ------------ | - | - | - | - | - | - | - | - | - | - | - | - |
| 中日         | 0 | 0 | 0 | 0 | 0 | 0 | 0 | 0 | 0 | 0 | 4 | 0 |
| ソフトバンク | 0 | 0 | 1 | 1 | 0 | 0 | 1 | 0 | X | 3 | 8 | 0 |

1. （ソフトバンク4勝3敗）
2. 中：●山井（2回0/3）- 小林正（0回1/3）- ネルソン（3回2/3）- 浅尾（1回）- 岩瀬（1回）
3. ソ：○杉内（7回）- Hファルケンボーグ（1回0/3）- H森福（0回2/3）- S攝津（0回1/3）
4. 勝利：杉内（1勝）
5. セーブ：攝津（1勝1S）
6. 敗戦：山井（1敗）
7. 審判
［球審］丹波
［塁審］真鍋（1B）・佐々木（2B）・橘高（3B）
［外審］川口（LL）・東（RL）
8. 開始：18時33分　有料入場者：34,737人　時間：3時間30分

- オーダー

| 中日 | 中日 | 中日     |
| 打順 | 守備 | 選手     |
| ---- | ---- | -------- |
| 1    | [遊] | 荒木     |
| 2    | [二] | 井端     |
| 3    | [三] | 森野     |
| 4    | [一] | ブランコ |
| 5    | [指] | 和田     |
| 6    | [左] | 平田     |
| 7    | [右] | 藤井     |
| 8    | [捕] | 谷繁     |
| 9    | [中] | 大島     |
|      | 打   | 野本     |
|      | 中   | 英智     |

| ソフトバンク | ソフトバンク | ソフトバンク |
| 打順         | 守備         | 選手         |
| ------------ | ------------ | ------------ |
| 1            | [遊]         | 川崎         |
| 2            | [二]         | 本多         |
| 3            | [左]         | 内川         |
|              | 走中         | 城所         |
| 4            | [一]         | 小久保       |
| 5            | [指]         | 松中         |
| 6            | [三]         | 松田         |
| 7            | [右]         | 多村         |
| 8            | [中]左       | 長谷川       |
| 9            | [捕]         | 山崎         |
|              | 打           | カブレラ     |
|              | 捕           | 細川         |

ソフトバンクが3回裏、無死満塁の好機を作って中日の先発・山井をマウンドから引きずり下ろすと、代わった2番手の小林正から川崎が押し出し四球を選んで先制。さらに4回裏二死一・二塁から山崎の適時打でリードを広げ、7回裏には二死二塁から内川がこの回から登板した4番手の浅尾から適時打を放ち、ダメを押した。ソフトバンクの先発杉内は7回を投げて被安打3・無失点。終始安定した内容の投球で中日打線を寄せ付けず、8回に登板したファルケンボーグも三者連続三振の快投。しかし9回の表、先頭の井端の打球がファルケンボーグの右腕を直撃し、ファルケンボーグが降板。ここで緊急登板の森福が森野、ブランコを打ち取り二死とすると、最後は先発に転向し、14勝を挙げた摂津が和田を空振り三振に仕留め、完封リレーで日本一を決めた。この第7戦はこのシリーズでは唯一、ホームチームの勝利となった。
中日はビハインドの場面で浅尾・岩瀬を登板させ、最後まで諦めない姿勢を見せたが、打線は最終戦も散発の4安打に終わり、7試合全て2得点以下の得点力不足に泣いた。また、レギュラーシーズンでは驚異的な勝率を誇っていた本拠地・ナゴヤドームで全く勝てなかったことは大きく響いた。
ソフトバンクはリーグ優勝・交流戦優勝・クライマックスシリーズ優勝・11球団から全て勝ち越し、そして日本シリーズ優勝によって「完全制覇」を達成した。
この試合以降、2024年10月29日対DeNA戦で敗れるまでソフトバンクは日本シリーズにおいて本拠地球場で全勝している。
中日のシリーズ通算の打率（1割5分5厘）・安打（34）・得点（9）、チーム本塁打（2）は、いずれも7試合でのシリーズ最低記録（本塁打はタイ記録止まりだった）。また谷繁は7試合全てに先発出場しながらこの日も無安打に終わり、これで23打数連続無安打、1989年に大石大二朗（近鉄）が記録した21打数連続無安打の記録を更新、クライマックスシリーズのファイナルステージから通算43打席無安打に終わった。
中日の日本シリーズはこの年を最後に遠退いており、この試合が球団での平成最後の試合となった。

## 表彰選手
- 最高殊勲選手賞（MVP）　小久保裕紀（ソフトバンク）

打率.320（25打数8安打）、2打点。
- 敢闘選手賞　吉見一起（中日）
- 優秀選手賞　杉内俊哉（ソフトバンク）
- 優秀選手賞　ブライアン・ファルケンボーグ（ソフトバンク）
- 優秀選手賞　和田一浩（中日）

また、今回は冠スポンサーのKONAMIより以下の賞が贈られた。
- みんなで選ぶコナミ賞
- ドリームナイン賞
- BASEBALL HEROES賞

3賞とも内川聖一（ソフトバンク）
※以上の3賞は大会期間中に、インターネット『コナミ日本シリーズ2011 スペシャルサイト』、KONAMIのソーシャルゲーム「プロ野球ドリームナイン」などにおけるファン投票によって決定。

## テレビ・ラジオ中継

### テレビ中継
全試合で地上波放送による全国中継が行われた。2010年の日本シリーズに地上波全国中継が実施されない試合が3試合あったことを受けて、今年度は進出球団が放送局を推薦したうえで、テレビ中継協賛スポンサーの広告代理店にその放送局への中継交渉を行う方式をとったため、特にフジテレビ系列でホークスの日本シリーズは2000年の日本シリーズ以来、11年ぶり。なお岩手県・宮城県・福島県を除き、テレビの完全デジタル化後初の大会となった。
第1戦（11月12日）
- テレビ西日本（TNC）≪フジテレビ系列 制作：テレビ西日本・フジテレビ≫
  - 実況：吉田伸男（CX）、解説：高木豊・池田親興、ゲスト解説：井口資仁（ロッテ）
リポーター：田久保尚英（ソフトバンクサイド）・森脇淳（THK、中日サイド、監督・ヒーローインタビュー兼務）
  - 放送時間：12:50 - 16:40（40分延長）
  - フジテレビTWOでは同日深夜に録画ハイライトを放送。

第2戦（11月13日）
- TVQ九州放送（TVQ）≪テレビ東京系列 制作：テレビ東京　※岐阜放送・びわ湖放送・奈良テレビ放送・テレビ和歌山でも放送≫
  - 実況：植草朋樹（TX）、解説：野村克也・阿波野秀幸、ゲスト解説：内海哲也（巨人）
リポーター：結城亮二（ソフトバンクサイド）・高木大介（TVA、中日サイド、監督・ヒーローインタビュー兼務）
  - 放送時間：18:00 - 22:08（40分延長）
- NHK BS1
  - 実況：道谷眞平（LK）、解説：伊東勤
リポーター：上野速人（LK、ソフトバンクサイド）・大蔵哲士（CK、中日サイド）
  - 放送時間：18:10 - 22:15（25分延長）

第3戦（11月15日）
- 東海テレビ放送（THK）≪フジテレビ系列 制作：東海テレビ・フジテレビ≫
  - 実況：森脇淳、解説：江本孟紀・立浪和義、ゲスト解説：藤川球児（阪神）
フィールド解説：金村義明・山﨑武司（前・楽天）
フィールドレポーター：渡辺和洋（CX、ソフトバンクサイドのリポーター、共同インタビュー）、リポーター：小田島卓生（中日サイド）
  - 放送時間：18:00 - 21:44（50分延長）
  - フジテレビONEでは同日深夜に録画ハイライトを放送。

第4戦（11月16日）
- 中部日本放送（CBC）≪TBS系列 制作：TBS≫
  - 実況：高田寛之、解説：山田久志・衣笠祥雄（TBS）、ゲスト解説：福留孝介（インディアンス）
リポーター：角上清司（中日サイド）・田中友英（RKB、ソフトバンクサイド、共同インタビュー）
  - 放送時間：18:30 - 22:19（85分延長）
  - TBSニュースバードでは同日深夜に録画ハイライトを放送。

第5戦（11月17日）
- テレビ愛知（TVA）≪テレビ東京/TXN系列 制作：テレビ東京　※岐阜放送・びわ湖放送・奈良テレビ放送・テレビ和歌山でも放送≫
  - 実況：植草朋樹（TX）、解説：野村克也・阿波野秀幸、ゲスト解説：高橋由伸（巨人）
リポーター：高木大介（中日サイド）・結城亮二（TVQ、ソフトバンクサイド、共同インタビュー）
  - 放送時間：18:00 - 22:14（80分延長）
- NHK BS1
  - 実況：石川洋（G-Media）、解説：小早川毅彦、ゲスト解説：梨田昌孝（北海道日本ハムファイターズ前監督）
リポーター：大蔵哲士（CK、中日サイド）・早瀬雄一（LK、ソフトバンクサイド）
  - 放送時間：18:10 - 22:20（30分延長）

第6戦（11月19日）
- 九州朝日放送（KBC）≪テレビ朝日系列 制作：テレビ朝日・九州朝日放送≫
  - 実況：中山貴雄（EX）、解説：栗山英樹（北海道日本ハムファイターズ次期監督）
ゲスト解説：ダルビッシュ有（北海道日本ハムファイターズ）
リポーター：沖繁義（ソフトバンクサイド）・竹田基起（メ～テレ、中日サイド、共同インタビュー）
  - 放送時間：18:00 - 21:36（45分延長）
  - スカイAスポーツプラスでは同日深夜に録画中継で放送
- NHK BS1
  - 実況：工藤三郎（AK）、解説：与田剛
リポーター：上野速人（LK、ソフトバンクサイド）・大蔵哲士（CK、中日サイド）
  - 放送時間：18:10 - 21:40（10分短縮）
  - 海外向けNHKワールド・プレミアムでも同時放送（但し、19:00 - 19:30は「NHKニュース7」により中断）

第7戦（11月20日）
- RKB毎日放送 ≪TBS系列 制作：TBS≫
  - 実況：林正浩（TBS）、解説：野村克也・梨田昌孝
ゲスト：中居正広、ネット裏解説：浜名千広
リポーター：櫻井浩二（ソフトバンクサイド、共同インタビュー）・角上清司（CBC、中日サイド）
  - 放送時間：18:30 - 22:15（75分延長）
  - TBSニュースバードでは、同日深夜にダイジェスト（実況：戸崎貴広）を放送。
- NHK BS1
  - 実況：竹林宏（G-Media）、解説：小早川毅彦
リポーター：早瀬雄一（LK、ソフトバンクサイド）・大蔵哲士（CK、中日サイド）
  - 放送時間：18:25 - 22:30（35分延長）

※視聴率は（ビデオリサーチ調べ）、第1戦は9.2%（関東）、18.5%（名古屋）、25.8%（北部九州）。 第2戦（19時以降）は9.1%（関東）、21.6%（名古屋）、32.1%（北部九州）。第3戦（19時以降）は12.7%（関東）、27.1%（名古屋）、35.9%（北部九州）。第4戦は12.2%（関東）、25.4%（名古屋）、33.7%（北部九州）。第5戦（19時以降）は10.6%（関東）、15.9%（名古屋）、34%（北部九州）。第6戦は14.1%（関東）、23.4%（名古屋）、37.2%（北部九州）。第7戦は18.9%（関東）、27.4%（名古屋）、44.4%（北部九州）だった。

### ラジオ中継
NHKラジオ第1、TBSラジオ、文化放送、ニッポン放送は全試合放送。中日ドラゴンズ出場により東海地区でCBCラジオ、東海ラジオ、福岡ソフトバンクホークス出場により福岡地区でRKBラジオ、KBCラジオでそれぞれ放送された。
RCCラジオ（JRN/NRNクロスネット）とSTVラジオ（NRNシングルネット）は、デーゲーム開催となる第1戦を放送しなかった（自社制作の通常番組を優先して放送）。また、STVラジオは「権利の関係」を理由に全試合でradikoでの配信を行わなかった。
第1戦：11月12日
- NHKラジオ第1≪全国放送・全試合途中ニュース中断あり≫[32]… 実況：田中崇裕、解説：与田剛
- TBSラジオ≪JRNネット・RKBラジオ制作≫… 解説：浜名千広、小松辰雄
- 文化放送（QR)≪NRNネット・KBCラジオ制作≫…解説：藤原満、前田幸長
- ニッポン放送（LF）≪全試合自社制作≫…実況：師岡正雄、解説：大矢明彦

第2戦：11月13日
- NHKラジオ第1…実況：小野塚康之、解説：今中慎二
- TBSラジオ≪JRNネット・RKBラジオ制作≫… 解説：山内孝徳、彦野利勝
- 文化放送≪自社制作≫…解説：清原和博[33]
- ニッポン放送…実況：松本秀夫、解説：江本孟紀

第3戦：11月15日
- NHKラジオ第1… 実況：渡辺憲司、解説：鈴木啓示
- TBSラジオ≪JRNネット・CBCラジオ制作≫… 解説：山田久志
- 文化放送≪NRNネット・東海ラジオ制作≫…解説：鹿島忠
- ニッポン放送…実況：山田透、解説：若松勉

第4戦：11月16日
- NHKラジオ第1… 実況：広坂安伸、解説：大島康徳
- TBSラジオ≪JRNネット・CBCラジオ制作≫… 解説：牛島和彦
- 文化放送≪自社制作≫…解説：駒田徳広
- ニッポン放送…解説：デニー友利

第5戦：11月17日
- NHKラジオ第1… 実況：伊藤慶太、解説：武田一浩
- TBSラジオ≪JRNネット・CBCラジオ制作≫… 解説：小松辰雄
- 文化放送≪NRNネット・東海ラジオ制作≫…解説：鈴木孝政、ゲスト解説：山﨑武司
- ニッポン放送…実況：胡口和雄、解説：田尾安志

第6戦：11月19日
- NHKラジオ第1… 実況：坂梨哲士、解説：伊東勤
- TBSラジオ≪JRNネット・RKBラジオ制作≫… 解説：浜名千広、彦野利勝
- 文化放送≪自社制作≫…解説：松沼雅之
- ニッポン放送…実況：山内宏明、解説：野村弘樹

第7戦：11月20日
- NHKラジオ第1…実況：道谷眞平、解説：山本和行
- TBSラジオ≪JRNネット・RKBラジオ制作≫… 解説：島田誠、木俣達彦
- 文化放送≪NRNネット・KBCラジオ制作≫…解説：西村龍次
- ニッポン放送…実況：煙山光紀、解説：達川光男

## 始球式
- 第1戦:福岡ソフトバンクホークスジュニアの代表選手
- 第2戦:内村航平（体操選手）※福岡県出身かつ特別協賛社コナミ所属
- 第3戦:中日ドラゴンズジュニアの代表選手
- 第4戦:『コナミ日本シリーズ2011 体験キャンペーン』当選者